# 밀라노의 5일
밀라노의 5일(이탈리아어: Cinque giornate di Milano, 영어: Five Days of Milan)은 1848년 혁명기에 일어난 반란이자 제1차 이탈리아 독립 전쟁의 시작이 된 주요 사건이다. 3월 18일 밀라노에서 반란이 일어났고, 5일간의 시가전 끝에 라데츠키 원수와 오스트리아 제국의 군인들은 도시에서 쫓겨났다.

## 배경
1848년 밀라노인들은 1월 1일 초부터 반오스트리아 캠페인을 시작했다. 새해 첫날 밀라노 시민들은 연간 500만 리라 이상의 수익을 올리는 정부 독점 사업이었던 도박과 담배 제품을 보이콧하기 시작했다. 보이콧은 1월 3일 오스트리아 군인 3명이 분노한 군중에게 모욕을 당하고 돌을 맞았을 때 잔혹한 시가전으로 절정에 달했다.  그러자 군인들은 12명씩 모여서 칼과 총검을 들고 군중을 공격하여 5명을 사살하고 59명에게 부상을 입혔다. 라데츠키는 그의 군대를 5일 동안 막사에 가두었다. 시위는 끝났지만 2개월 후, 비엔나에서 봉기가 일어나고 메테르니히가 몰락했다는 소식이 밀라노에 전해지자 밀라노 시민들은 3월 18일에 다시 거리로 나섰다.

## 사건
1848년 롬바르디아-베네치아 왕국에서 인민봉기가 일어난 것과 거의 동시에, 그해 3월 18일 밀라노에서도 봉기가 일어났다. 이는 리소르지멘토의 지도에 따라 효과적인 대중적 주도권이 사르데냐의 샤를 알베르토에게 어떤 영향을 미칠 수 있었는지를 보여주는 최초의 증거였다.
밀라노에 주둔한 오스트리아 수비대는 잘 무장되어 있었고, 요제프 라데츠키 폰 라데츠라는 경험 많은 장군이 지휘를 맡았다. 그는 당시 80세가 넘은 고령이었음에도 불구하고 활력이 넘치고 엄격했다. 라데츠키는 봉기에 굴복할 생각이 전혀 없었다.

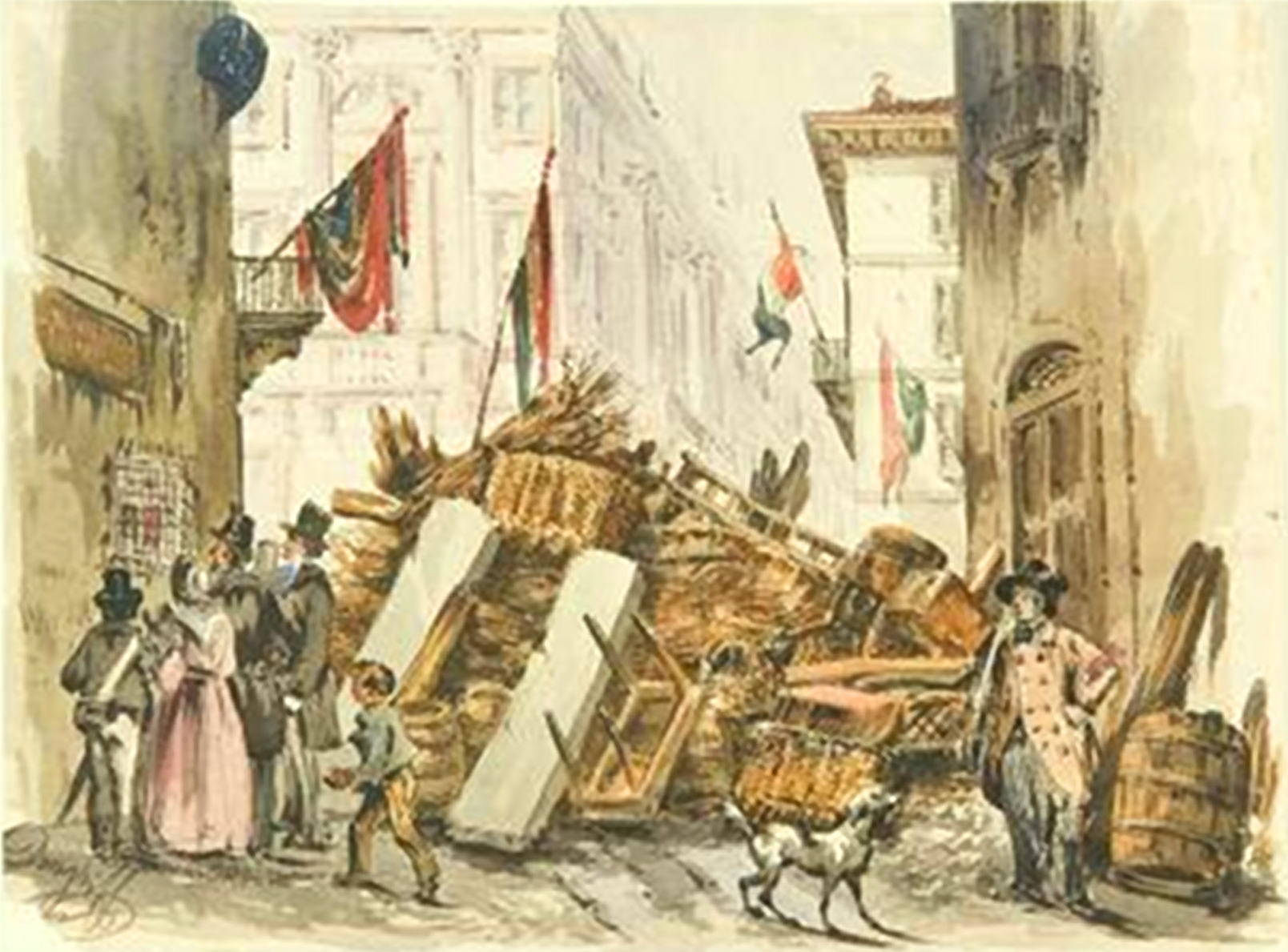
밀라노에 세워진 바리케이드 모습

그러나 도시 전체가 거리 곳곳에서 전투가 발생하고, 바리케이드를 세우고, 창문과 지붕에서 총을 쏘고, 농촌 주민들에게도 합류할 것을 촉구했다. 대중은 대주교의 지원을 받았고, 적어도 100명의 사제가 오스트리아군에 맞서 싸우는 데 참여했다. 교황 비오 9세의 흉상이 바리케이드 위에 올려졌다. 밀라노의 임시 정부가 형성되고 포데스타(Podestà), 가브리오 카사티, 그리고 카를로 카타네오가 이끄는 전쟁 위원회가 주재했다. 마르티니트(이탈리아어: Martinitt, 16세기 밀라노에 있었던 고아원)의 아이들은 마을 곳곳으로 메시지를 전달하는 일을 했다.
라데츠키는 시내 중심부가 포위되어 저항하기 어렵다는 것을 알았지만, 피에몬테 군대와 시골 농민들의 공격을 두려워하면서도 반군에게 포르타 토사(지금의 포르타 비토리아)의 통제권을 잃은 후 철수하는 쪽을 택했다. 3월 22일 저녁, 오스트리아군은 베로나, 레그나고, 만토바, 페스키에라 델 가르다의 네 도시로 둘러싸인 요새화 구역인 콰드릴라테로로 철수하여 반란이 시작될 때 체포된 여러 명의 인질을 데리고 동쪽으로 120km 이동했다. 그 사이 롬바르드와 베네치아의 나머지 지역은 자유로웠다.

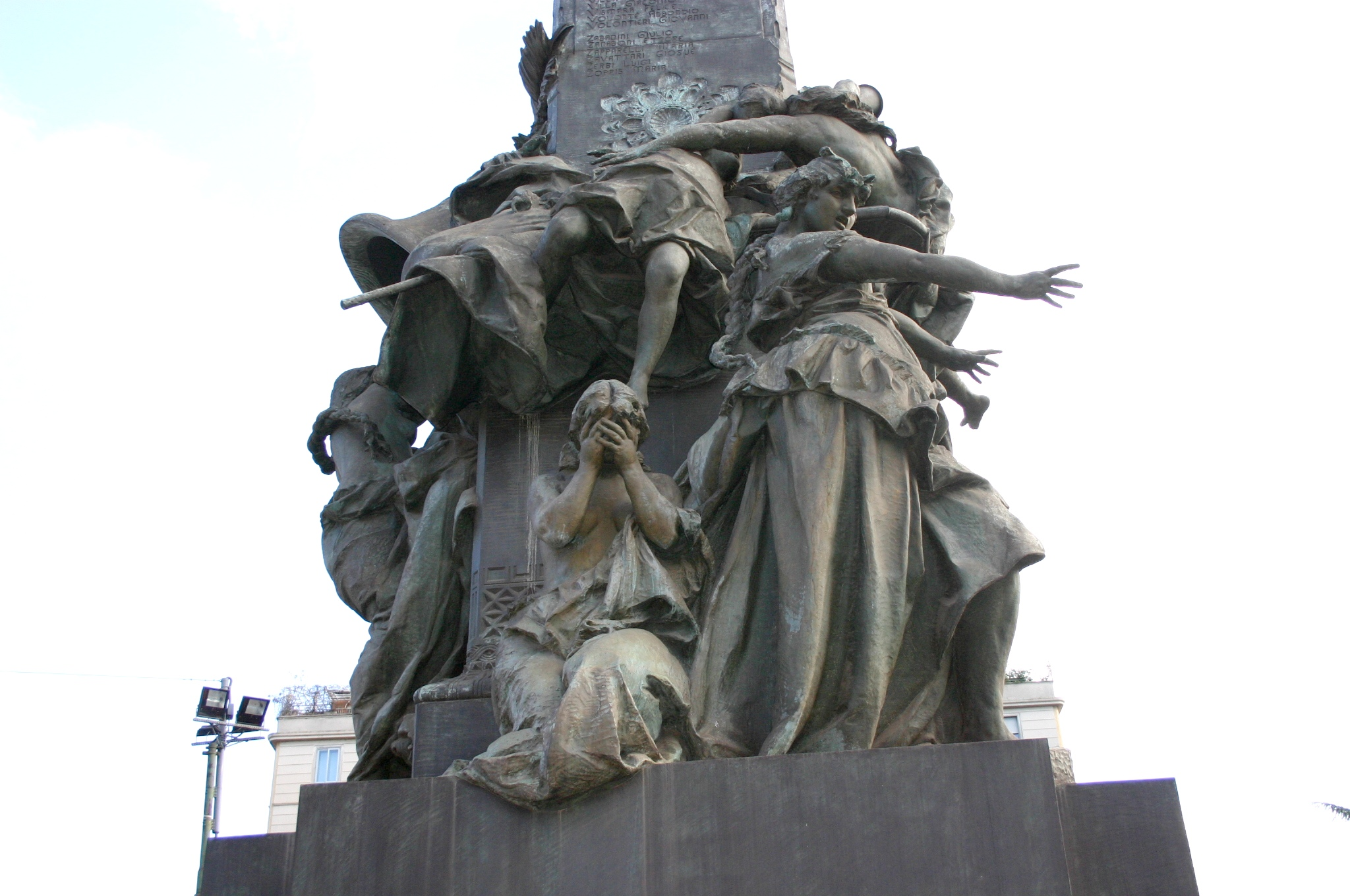
주세페 그란디가 1895년에 조각한 밀라노의 5일 기념비의 토대에 있는 조각상.

이 날을 기념하여 임시 정부의 공식 신문은 Il 22 marzo (3월 22일)라는 명칭으로 명명되었으며, 언론인 카를로 텐카의 지시 하에 3월 26일 마리노궁(Palazzo Marino)에서 발행하기 시작했다. 조각가 주세페 그란디가 만든 밀라노의 5일 기념비는 1895년 지금의 포르타 비토리아에 세워졌다.
거의 한 세기 후인 1943년, 제2차 세계 대전 당시 나치 점령에 맞선 나폴리 봉기는 앞서 밀라노에서 일어났던 사건을 의식적으로 본떠 '나폴리의 4일'이라는 이름이 붙었다.

## 참고 문헌
- Olivari, Stefano and Giulia Brasca (2015). 《Milan 360°: A metropolis to discover, among art, culture, technology and fashion》. OlliService Multimedia. 9–11쪽. ISBN 9788899298050.

### 이탈리아어
- (이탈리아어) Piero Pieri, Storia militare del Risorgimento – volume 1 & 2, Einaudi, Torino, 1962
- (이탈리아어) Carlo Cattaneo, Dell'insurrezione di Milano nel 1848 e della successiva guerra, e-text Liber liber/Progetto Manuzio
- (이탈리아어) Antonio Scurati, Una storia romantica, romanzo Bompiani, 2007
- (이탈리아어) Elena Fontanella, a cura di, Giovani ribelli del '48. Memorie del Risorgimento lombardo , Firenze, Fratelli Alinari, 2011. ISBN 978-88-95849-14-0. Testi di Aldo A. Mola, Giancarlo Lacchin, Roberto Lauro, Maurizio Griffo, Agostino Giovagnoli, Cecilia Dau Novelli, Romano Bracalini, Carlo Cattaneo, Gianni Oliva, Emanuele Bettini, Matteo Sanfilippo, Giuseppe Poletta, Franco Della Peruta, Fulvio Peirone, Gabriella Bonacchi, Anna Maria Isastia, Elena Fontanella, Andrea Vento, Vittorio Nichilo, Giorgio Cosmacini, Roberto Guerri, Lucia Romaniello, Giuseppe Garibaldi, Gian Paolo Caprettini, Gian Mario Benzing, Roberto Cassanelli.